# Composition en rouge, bleu et blanc II
Composition en rouge, bleu et blanc II est un tableau peint par Piet Mondrian en 1937. Cette huile sur toile est conservée au musée national d'Art moderne, à Paris.